# Csiga (cochlea)
A csiga vagy latinul cochlea a belső fülben található szerv. A szerv neve csigaházszerű formájából ered. Központi része a Corti-féle szerv, amely a hangok érzékeléséért felelős.

## Anatómia

### Felépítés

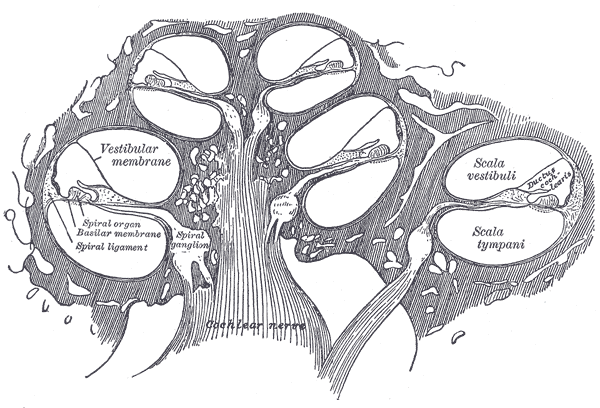
A csiga (cochlea) keresztmetszete

A csiga egy spirális felépítésű, üreges, csonttal burkolt szerv. Részei:
- A scala vestibuli, amely a csiga járatának folyadékot tartalmazó felső része, és az ovális ablaknál végződik.
- A scala tympani, amely a csiga járatának folyadékot tartalmazó alsó része, és a kerek ablaknál végződik.
- A scala media amely a csiga járatának folyadékot tartalmazó középső, hártyás része. A scala media tartalmazza a Corti-féle szervet.
- A helicotremánál összeolvad a scala tympani és a scala vestibuli.
- A Reissner–féle membrán választja el a scala vestibulit a scala mediától.
- A baziláris membrán választja el a scala mediát a scala tympanitól.
- A Corti-féle szerv a baziláris membránon elhelyezkedő sejtréteg. Ezen a sejtrétegen helyezkednek el négy sorban a szőrsejtek – a hangot érzékelő szenzorok.

### Működése
A középfülben található kengyel átadja a hangrezgéseket az ovális ablaknak, amely rezgésbe hozza a scala vestibuliban található folyadékot. 
Ez a rezgés átterjed a scala mediában található folyadékra, így mozgásba jönnek a szőrsejtek. A szőrsejtek a mozgás hatására elektromos impulzusokat adnak le. A csiga bejáratához, azaz az ovális ablakhoz közel eső szőrsejtek a magas, a csiga csúcsában levők pedig a mély hangokat érzékelik.
A szőrsejtek négy sorban helyezkednek el a Corti-féle szerven végig a csiga mentén. Három sorban a külső, egyben pedig a belső szőrsejtek vannak. Elsősorban a belső szőrsejtek adják le azokat az elektromos impulzusokat. A külső szőrsejteknek ezzel szemben főleg a folyadék rezgésének felerősítésében van szerepük.
A nagyon alacsony frekvenciájú hangok (20 Hz alatt) végighaladnak a teljes csigán – fel a scala vestibuliban, át a helicotremán és le a scala tympanin a kerek ablakhoz. Az ilyen mély hangok azonban nem aktiválják a Corti-féle szervet, ezért nem hallhatóak. A magas frekvenciájú hangok nem haladnak át a helicotremán, de a scala medián keresztül átterjednek a scala tympaniba. 
A nagyon erős hangok a csigában lévő folyadékot olyan erős mozgásba hozhatják, ami károsítja a szőrsejteket. A túlterhelés a részleges hallásvesztés egyik gyakori oka.

## A csiga más élőlényekben
A csiga spirálisan feltekeredő formája csak az emlősökre jellemző. Más gerinceseknél a szenzoros sejteket tartalmazó szervet alkalmanként ugyancsak csigának nevezik, holott az nem tekeredik fel, hanem egy csőre emlékeztet. Ez a különbség teszi lehetővé, hogy az emlősök sokkal szélesebb frekvenciatartományt képesek érzékelni: a legtöbb madár nem hallja a 4–5 kHz-nél magasabb hangokat, míg néhány tengeri emlős a 200 kHz-es hangmagasságot is érzékeli.

## Lásd még
- Fül
- Cochleáris implantátum
- Otoakusztikus emisszió